# دهه ۱۲۸۰ (میلادی)
دهه ۱۲۸۰ (میلادی) صد و بیست و هشتمین دهه تقویم میلادی است.

## درگذشتگان
‎